# Acción Directa Anarquista
Action Directe Anarchiste (Acción Directa Anarquista en español) fue una célula extremista francesa, activa en el área metropolitana de Nantes en la primavera-verano de 2020. Al parecer, tenían su base en el suburbio de Bouguenais. La ADA se destacó de otras células anarquistas francesas, ya que intentó lanzar una campaña de ataques guerrilleros. El grupo apuntó a las empresas por su supuesto maltrato a los trabajadores, inmigrantes y personas de la clase obrera, supuesta indiferencia por el daño ambiental causado por sus actividades y colaboración con el estado.

## Ataques
La primera aparición de la ADA fue a finales de marzo cuando sus miembros grafitearon, rociaron insultos y eslóganes en las paredes de negocios, una iglesia y edificios públicos en Bouguenais. El 7 de abril de 2020, rompieron las ventanas de dos agencias inmobiliarias y un oftalmólogo en la ciudad, antes de quemar un remolque de la empresa de obras públicas Eiffage ese mismo mes. La ADA reivindicó los hechos en declaraciones publicadas en un sitio web anarquista, pero no fueron recogidas por la prensa francesa.
No fue hasta el 2 de mayo del 2020, cuando asaltantes prendieron fuego a dos vehículos de La Poste en la localidad de Bouguenais, Pays de la Loire, Francia, dejando únicamente daños materiales. Action Directe Anarchiste (ADA) se atribuyó la responsabilidad del incidente y afirmó que el ataque destruyó "el mal por el fuego".
Posteriormente, la ADA estuvo detrás del incendio de 5 vehículos de la compañía de energía Engie en Bouguenais el 21 de mayo y de la destrucción de seis camionetas de la corporación de publicidad JCDecaux hasta el 12 de julio en un ataque incendiario cerca de Saint-Herblain. Ambos incidentes fueron reivindicados por la grupo en enunciados separados. Después del atentado de julio, el grupo cesó sus actividades.